# John Green (nhà văn)
John Michael Green (sinh ngày 24 tháng 8 năm 1977) là một tác giả người Mỹ viết tiểu thuyết dành cho tuổi thiếu niên. Năm 2006, ông đoạt Giải thưởng Printz cho cuốn tiểu thuyết đầu tay, Looking for Alaska và tiểu thuyết thứ sáu của ông, The Fault in Our Stars đứng hạng nhất trong bảng xếp hạng bán chạy nhất của tạp chí The New York Times vào tháng 1 năm 2012. Bộ phim chuyển thể cùng tên năm 2014 đứng đầu các phòng vé. Năm 2014, theo tạp chí Time, Green nằm trong danh sách "100 Nhân vật có sức ảnh hưởng nhất Thế giới". Một bộ phim khác cũng dựa trên tiểu thuyết của Green, Paper Towns, ra mắt ngày 24 tháng 7 năm 2015.
Bên cạnh việc viết tiểu thuyết, John Green cũng nổi tiếng trong lĩnh vực kinh doanh trên YouTube. Năm 2007, ông tạo kênh VlogBrothers cùng với em trai Hank Green. Từ đó, John và Hank đã tổ chức các sự kiện như Project for Awesome và VidCon, cùng tổng cộng 11 chương trình trên mạng, bao gồm Crash Course, một kênh giáo dục trên mạng dạy văn học, lịch sử và khoa học, sau đó được tham gia bởi các khóa học kinh tế, Chính phủ Mỹ, thiên văn học và chính trị học.

## Tiểu sử và sự nghiệp
Green sinh ra trong gia đình của Mike và Sydney Green ở Indianapolis, Indiana. Ba tuần sau khi ra đời, gia đình ông chuyển đến Michigan, rồi đến Birmingham, Alabama và cuối cùng là Orlando, Florida. Ông theo học trường Lake Highland Preparatory ở Orlando và Indian Springs bên ngoài Birmingham, Alabama, ngôi trường mà sau đó ông lấy nguồn cảm hứng cho bối cảnh chủ yếu của cuốn sách đầu tay, Looking for Alaska. Green tốt nghiệp Đại học Kenyon năm 2000 với hai bằng cử nhân về môn tiếng Anh và môn tôn giáo học. Ông đã phát biểu về việc bị bắt nạt và nó khiến cuộc sống tuổi thiếu niên của ông khổ sở như thế nào.
Sau khi tốt nghiệp Đại học, Green dành năm tháng làm giáo sĩ thực tập ở Bệnh viện Quốc gia Nhi đồng tại Columbus, Ohio trong khi đang là thành viên của trường Đại học Thần học Chicago (tuy ông chưa từng chính thức nhập học ở đó). Ông dự định sẽ trở thành linh mục của trường Episcopal, nhưng trải nghiệm làm việc trong bệnh viện cùng những trẻ em hứng chịu các căn bệnh nguy hiểm đến tính mạng đã thôi thúc ông trở thành một tác giả và sau đó viết cuốn The Fault in Our Stars.
Green sống vài năm ở Chicago, nơi ông làm việc cho tờ báo phê bình sách Booklist với tư cách là trợ lý xuất bản và biên tập sản xuất trong lúc viết cuốn Looking for Alaska. Khi làm việc ở đây, ông đánh giá hàng trăm cuốn sách, cụ thể là văn học giả tưởng và sách về đạo Hồi hoặc về sinh đôi dính liền. Ông cũng bình luận sách cho tờ The New York Times Book Review và viết nguyên bản của tiểu luận radio cho đài NPR chương trình All Things Considered cùng với đài WBEZ, đài phát thanh công cộng của Chicago. Green sống ở New York hai năm trong lúc vợ ông học trường sau Đại học.

## Tác phẩm

### Sách
- Looking for Alaska (2005) (ISBN 0-525-47506-0)
- An Abundance of Katherines (2006) (ISBN 0-525-47688-1)
- Let It Snow: Three Holiday Romances – với Maureen Johnson và Lauren Myracle (2008) (ISBN 0-142-41214-7)
- Paper Towns (2008) (ISBN 978-0142414934)
- Will Grayson, Will Grayson – với David Levithan (2010) (ISBN 0-525-42158-0)
- The Fault in Our Stars (2012) (ISBN 0-525-47881-7)

### Truyện ngắn
- "The Approximate Cost of Loving Caroline", Twice Told: Original Stories Inspired by Original Artwork của Scott Hunt (2006)
- "The Great American Morp", 21 Proms, eds. David Levithan và Daniel Ehrenhaft (2007)
- "Freak the Geek", Geektastic: Stories from the Nerd Herd (2009)
- "Reasons", What You Wish For (2011)
- Double on Call and Other Short Stories (2012)

### Khác
- (2006) Looking for Alaska, giành giải Michael L. Printz Winners and Honor Books [2]
- (2009) Thisisnottom, tiểu thuyết tương tác dưới vần điệu.[16][17]
- (2010) Zombicorns, tiểu thuyết trực tuyến theo giấy phép Creative Commons.[18]
- (2012) The War for Banks Island, phần tiếp theo của Zombicorns được phát hành theo thư điện tử đến những người quyên góp cho P4A.[19][20]
- The Sequel, một tiểu thuyết chưa hoàn thiện, có nội dung phần lớn được chuyển thành The Fault in Our Stars. 6.000 từ đầu tiên được phát hành dưới dạng thư điện tử đến người quên góp cho P4A.
- (2013) The Space & The Cat and the Mouse.
- (2014) An Imperial Affliction.
- "Crash Course", một kênh YouTube do John và Hank Green khởi xướng.[21][22]

## Giải thưởng và đề cử
| Năm  | Giải thưởng                   | Tác phẩm                   | Thể loại               | Kết quả           | Ghi chú |
| ---- | ----------------------------- | -------------------------- | ---------------------- | ----------------- | ------- |
| 2006 | Michael L. Printz Award       | Looking For Alaska         | —                      | Đoạt giải         | [ 23 ]  |
| 2007 | Michael L. Printz Award       | An Abundance of Katherines | —                      | Đề cử (Vinh danh) | [ 24 ]  |
| 2009 | Edgar Allan Poe Award         | Paper Towns                | Best Young Adult Novel | Đoạt giải         | [ 25 ]  |
| 2010 | Corine Literature Prize       | Paper Towns                | Young Adult Novel      | Đoạt giải         | [ 26 ]  |
| 2012 | Indiana Authors Award         | —                          | National Author Award  | Đoạt giải         | [ 27 ]  |
| 2013 | Children's Choice Book Awards | The Fault in Our Stars     | Teen Book of the Year  | Đoạt giải         | [ 28 ]  |
| 2013 | Los Angeles Times Book Prize  | —                          | Innovator's Award      | Đoạt giải         | [ 29 ]  |
| 2014 | mtvU Fandom Awards            | —                          | Visionary Award        | Đoạt giải         | [ 30 ]  |